# Alfonso de Nigris
Alfonso de Nigris, właściwie Alfonso de Nigris Guajardo, bardziej znany jako Poncho De Nigris (ur. 3 marca 1976 w Monterrey) – meksykański aktor telewizyjny i model.
Jego bracia to piłkarze: Antonio de Nigris i Aldo de Nigris.